# Krasobruslení na Zimních olympijských hrách 2002
Krasobruslení na Zimních olympijských hrách 2002 v Salt Lake City se skládalo ze čtyř soutěží, které se konaly v hale Salt Lake Ice Center od 9. do 21. února 2002.

## Medailové pořadí zemí
| Pořadí | Země                         | Zlato | Stříbro | Bronz | Celkově |
| ------ | ---------------------------- | ----- | ------- | ----- | ------- |
| 1.     | Rusko (RUS)                  | 2     | 3       | 0     | 5       |
| 2.     | Spojené státy americké (USA) | 1     | 0       | 2     | 3       |
| 3.     | Kanada (CAN)                 | 1     | 0       | 0     | 1       |
| 3.     | Francie (FRA)                | 1     | 0       | 0     | 1       |
| 5.     | Čína (CHN)                   | 0     | 0       | 1     | 1       |
| 5.     | Itálie (ITA)                 | 0     | 0       | 1     | 1       |
|        | Celkem                       | 5     | 3       | 4     | 12      |

## Medailisté

### Muži
| Disciplína | Zlato                        | Výkon | Stříbro                           | Výkon | Bronz                                         | Výkon |
| ---------- | ---------------------------- | ----- | --------------------------------- | ----- | --------------------------------------------- | ----- |
| muži       | Alexej Jagudin · Rusko (RUS) | 1,5   | Jevgenij Pljuščenko · Rusko (RUS) | 4,0   | Timothy Goebel · Spojené státy americké (USA) | 4,5   |

### Ženy
| Disciplína | Zlato                                          | Výkon | Stříbro                    | Výkon | Bronz                                           | Výkon |
| ---------- | ---------------------------------------------- | ----- | -------------------------- | ----- | ----------------------------------------------- | ----- |
| ženy       | Sarah Hughesová · Spojené státy americké (USA) | 3,0   | Irina Slucká · Rusko (RUS) | 3,0   | Michelle Kwanová · Spojené státy americké (USA) | 3,5   |

### Smíšené soutěže
| Disciplína        | Zlato                                                                                         | Výkon | Stříbro                                       | Výkon | Bronz                                                  | Výkon |
| ----------------- | --------------------------------------------------------------------------------------------- | ----- | --------------------------------------------- | ----- | ------------------------------------------------------ | ----- |
| sportovní dvojice | Rusko (RUS) · Jelena Běrežná · Anton Sicharulidze Kanada (CAN) · Jamie Salé · David Pelletier | 1,5   | medaile neudělena                             |       | Čína (CHN) · Šen Süe · Čao Chung-po                    | 4,5   |
| taneční páry      | Francie (FRA) · Marina Anissinová · Gwendal Peizerat                                          | 2,0   | Rusko (RUS) · Irina Lobacheva · Ilia Averbukh | 4,0   | Itálie (ITA) · Barbara Fusar-Poli · Maurizio Margaglio | 6,0   |